# Gabon na letnich igrzyskach olimpijskich
Gabon na letnich igrzyskach olimpijskich zadebiutował w Monachium w 1972 roku wysyłając na nie jednego reprezentanta. W 1976 i 1980 roku kraj nie brał udziału w igrzyskach. Od 1984 roku Gabon nieprzerwanie bierze udział w letnich igrzyskach olimpijskich.
Organizacją udziału reprezentacji Gabonu w igrzyskach olimpijskich zajmuje się Gaboński Komitet Olimpijski (Comité Olympique Gabonais).
Reprezentacja Gabonu liczy zazwyczaj poniżej 10 osób. Najwięcej reprezentantów Gabonu (28) wystartowało w Letnich Igrzyskach Olimpijskich 2012 (na igrzyska zakwalifikowała się wtedy męska reprezentacja w piłce nożnej).
Pierwszy medal (srebrny) Gabon uzyskał podczas Letnich Igrzyskach Olimpijskich 2012. Wywalczył go w taekwondo Anthony Obame.

## Medaliści letnich igrzysk olimpijskich z Gabonu

### Złote medale
Brak

### Srebrne medale
| imię i nazwisko | Olimpiada   | Dyscyplina | Konkurencja                      |
| --------------- | ----------- | ---------- | -------------------------------- |
| Anthony Obame   | Londyn 2012 | Taekwondo  | Kategoria powyżej 80 kg mężczyzn |

### Brązowe medale
Brak

## Tabele medalowe

### Medale na poszczególnych olimpiadach
| Igrzyska            | Złoto | Srebro | Brąz | Razem |
| ------------------- | ----- | ------ | ---- | ----- |
| Monachium 1974      | 0     | 0      | 0    | 0     |
| Los Angeles 1984    | 0     | 0      | 0    | 0     |
| Seul 1988           | 0     | 0      | 0    | 0     |
| Barcelona 1992      | 0     | 0      | 0    | 0     |
| Atlanta 1996        | 0     | 0      | 0    | 0     |
| Sydney 2000         | 0     | 0      | 0    | 0     |
| Ateny 2004          | 0     | 0      | 0    | 0     |
| Pekin 2008          | 0     | 0      | 0    | 0     |
| Londyn 2012         | 0     | 1      | 0    | 1     |
| Rio de Janeiro 2016 | 0     | 0      | 0    | 0     |
| Tokio 2020          | 0     | 0      | 0    | 0     |
| Razem               | 0     | 1      | 0    | 1     |